# Daniel Wadén

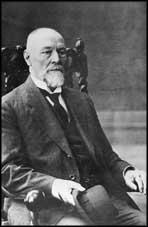
Daniel Wadén.

Daniel Johannes Wadén, född 27 juli 1850 i Degerby, Nyland, död 25 augusti 1930 i Janakkala, var en finländsk företagsledare. 
Wadén, som blev filosofie magister 1873, var anställd vid Telegrafverket 1871–1883 och verkställande direktör för Helsingfors telefonförening 1882–1897. På hans initiativ byggdes 1882 det första telefonnätet i Helsingfors och 1884 den första centralbelysningsanläggningen. Han grundade 1876 en elektrisk affär och snart tillkom även en telefonfabrik, vilken dock nedlades 1893 på grund av de dåliga konjunkturerna. Den elektriska affären fortlevde dock till 1918, då den ombildades till Ab L.M. Ericsson i Finland. Wadén var stiftande medlem av Finska kennelklubben och dess ordförande 1892–1904. Han tilldelades hovråds titel 1886.